# Thrasychirus
Genre
Synonymes
- Enantiobunus Mello-Leitão, 1931

Thrasychirus est un genre d'opilions eupnois de la famille des Neopilionidae.

## Distribution
Les espèces de genre se rencontrent au Chili et en Argentine.

## Liste des espèces
Selon World Catalogue of Opiliones (27/04/2021) :
- Thrasychirus dentichelis Simon, 1884
- Thrasychirus gulosus Simon, 1884
- Thrasychirus modestus Simon, 1902

## Publication originale
- Simon, 1884 : « Arachnides recueillis par la mission du Cap Horn en 1882–1883. » Bulletin de la Société Zoologique de France, vol. 9, p. 117–144 (texte intégral).